# ティベリウス
ティベリウス・ユリウス・カエサル（古典ラテン語：Tiberius Julius Caesar、紀元前42年11月16日 - 紀元後37年3月16日）は、ユリウス＝クラウディウス朝ローマの第2代元首(皇帝)（在位：紀元14年 - 37年）。初代元首アウグストゥスの養子。養子となる以前の名前は実父と同じティベリウス・クラウディウス・ネロ。文武に優れ、アウグストゥスの後継者としてその手腕を発揮して元首政を盤石にしたが、周囲の人間関係に悩まされカプリ島に隠棲し、晩年は恐怖政治を敷いた。
なお、イエス・キリストが世に出、刑死したときのローマ皇帝である。イエスの言葉である「カエサルのものはカエサルに、神のものは神に」（新約マタ 22:17-21、マコ12:14-17、ルカ 20:22-25）の「カエサル」とは、ティベリウスないし彼を含めた(元首の称号としての) カエサル（＝ローマ皇帝）のことである。

## 生涯

### アウグストゥスの継子時代
ティベリウスは父ティベリウス・クラウディウス・ネロとリウィア・ドルシッラとの長男として紀元前42年に誕生した。父ティベリウスは共和政末期の内乱においてオクタウィアヌスに敵対し、ブルートゥス派、ついでアントニウス派に属した。このため、まだ乳飲み子であったティベリウスは両親と共に各地を逃げ回らなければならなかった。
マルクス・アントニウスとオクタウィアヌスの間で協定が成立するとティベリウス一家はローマに帰還した。しかし、ローマではオクタウィアヌスが母リウィアとの結婚を望んだため両親は離婚し、リウィアはティベリウス・ネロとの子供を妊娠中であったにもかかわらずオクタウィアヌスと結婚した。ティベリウスは、母が結婚直後に出産した弟大ドルススと共に父のもとに引き取られ養育された。
青年に成長したティベリウスはすでにローマの第一人者の地位を固めていたオクタウィアヌスのもとで政務や軍務に服すことになった。紀元前29年8月に行なわれたアクティウムの海戦の勝利を記念した凱旋式では、オクタウィアヌスの甥マルケッルスとともに凱旋車の牽き馬に騎乗し参加した。またパルティアと和平を結んだ際には、その代表として調印式に臨む。その後弟のドルススと共に軍団の司令官として各地に派遣され、自身が有能な将軍であることを証明し続けた。軍才のないアウグストゥスを補った盟友マルクス・ウィプサニウス・アグリッパの下で軍歴を重ね、その死後はティベリウス兄弟がローマの軍事を支えていく。しかし仲の良かったドルススはゲルマニア戦役中、落馬事故が元で若くして没する。
紀元前27年に元老院からアウグストゥスの称号を贈られたオクタウィアヌスは、自身の人格に依存している元首の地位を世襲させることによってローマの安定を保とうと後継者を探し始めた。当初は甥マルケッルスと古くからの盟友アグリッパが候補とされ、娘ユリアを最初マルケッルスに、マルケッルス夭折後はアグリッパに嫁がせた。アグリッパとユリアの間にガイウス・カエサル、ルキウス・カエサルの男子が誕生するとこの二人の孫を有力な後継者候補と見るようになっていった。二人の孫の後見人としてアグリッパを考えていたアウグストゥスだがアグリッパが紀元前12年に死ぬと当時アウグストゥスの親類の中で最年長男子のティベリウスを後見人にと考えるようになった。当時ティベリウスはアグリッパと最初の妻ポンポニアの娘ウィプサニアと結婚しており、息子小ドルススをもうけるなど幸福な生活を送っていたが、アウグストゥスは二人を別れさせ寡婦となっていた娘のユリアとティベリウスを結婚させた。

#### ロドス島隠遁
ティベリウスはウィプサニアとの離別を深く悲しんだが、ユリアとの結婚を当初は受け入れた。しかしやがて夫婦仲は悪化し、その他様々な理由から紀元前6年、ティベリウスはロドス島に隠棲する。詳細な動機は不明だが、以下が可能性として挙げられている。
- アウグストゥスとの政治的な戦略の相違。ゲルマニアに進軍するアウグストゥスの戦略をティベリウスは疑問視していた。アウグストゥス自身が軍事に明るくはなかったのに対し、遠征の総司令官も務めていたティベリウスは軍事に精通し、深い森に覆われたゲルマニア制圧の困難さを身をもって実感していた。しかしながら継子の立場からアウグストゥスの方針に異論は唱えづらく、軍事部門で唯一アウグストゥスに対等に意見を述べる事ができた側近のアグリッパは既に他界していた。またアグリッパと並ぶ側近であったマエケナスも他界して、クッションとなる第三者がいなくなってしまっていた。
- 妻ユリアとの不仲。これは分かりやすく、一般のローマ市民からもそのような印象があったものと思われる。
- アウグストゥスがティベリウスを通り越してガイウス、ルキウス（共にアウグストゥスの孫）の2人を後継者に定めた事。すなわち彼の権力がこの2人が成人するまでとなる。

ティベリウスは前妻ウィプサニアに未練があり、またユリアとは努力では埋まらない溝があった。後継者にしたガイウスとルキウスはこの時点ではまだ10代、いずれにせよ、ティベリウスがロドス島に隠遁してしまったために老年のアウグストゥスの継承問題は一挙に噴出することになる。このロドス島の隠棲の間にユリアは姦通罪に問われてティベリウスと離婚させられローマから追放された。

#### 後継者へ
ティベリウスは紀元2年にローマに帰還するが、この前後に後継者候補であったガイウスとルキウスは夭折し消去法的にティベリウスは元首の後継者候補となった。4年、ティベリウスはアウグストゥスの養子となり、これ以降ティベリウス・ユリウス・カエサルを名乗る。その際、ティベリウスには実子小ドルススがあったにもかかわらず、弟大ドルススの息子で甥にあたるゲルマニクスを養子とさせられ、その中継ぎとして次の後継者と定められた。ゲルマニクスは、アウグストゥスの姉小オクタウィアの娘小アントニアと大ドルススのあいだに生まれた子であり、ユリウス氏族の血筋をひく人物でもあったからである。そして同年、ティベリウスに2度目の護民官職権が与えられた。
ティベリウスと同時にアウグストゥスの養子となったアグリッパの最後の男子アグリッパ・ポストゥムスが粗野を理由に養子縁組を破棄され追放されると、ティベリウスは事実上アウグストゥス唯一の後継者となった。その後、14年8月にアウグストゥスがノラの別荘で死去すると、遺言状により遺産の相続者として指名された。

### 元首時代
アウグストゥスの後継者として、金融危機対策や辺境防衛網の確立など優れた行政手腕を発揮した。「アウグストゥスの政治は、自分にとっての法である」とまで述べて、その継承と確立に努めた。彼はユリウス家の養子になったとはいえ、共和政ローマ以来の名門クラウディウス氏族の嫡流であり、騎士階級出身であったアウグストゥスよりも貴族的な出自であった。それにもかかわらず上記のように述べたという事は帝政こそが未来のローマに最適な政体であると見極めていた事がうかがえる。
ユリウス・カエサル、アウグストゥスは数多くの権力闘争を通じて元老院との闘争に勝ち抜いて共和政を装った帝政を構築したが、ティベリウスの役目はそれを定着させる事であった。帝位を通じて彼は自らの業績を飾る事は極力避け、また過剰なローマへの公共投資も控えた。しかしこれは「煉瓦のローマを受け取り、大理石のローマを残した」アウグストゥスのような輝かしい（分かりやすい）ものとは対極な、よく言えば質実剛健、悪く言えば苦労の割には地味で評価されにくいものであった。事実、彼の業績は同時代人および古代ローマ時代を通じて当事者たる皇帝たちの内心以外は評価される事はなく、業績が再評価されるのは彼の死後1700年以上も経ち、古代ローマ帝国が既に滅んで久しい啓蒙主義の時代からである。

#### 統治初期
帝位継承の際に元老院に対し深く協力を求め、官職選挙の場を市民集会から元老院に移すことで選挙の費用や手間が大きく軽減する等の施策を取った。しかし元老院主導体制打倒を目指したカエサル、元老院の顔を立てつつも権力の要所を目立たないように掌握していったアウグストゥスとは違い、真実元老院が統治の一翼を担うことに期待を寄せていただけに目の前の元老院議員たちの体たらくに失望し、後年カプリ島に引き籠ることになる。
継承早々にドナウ川、ライン川防衛線で待遇改善を求めてのストライキが起きる。当時退役金の不足から兵役満期となっても除隊出来ない事態もあったからだ。この対処にドナウには実子小ドルスス、ラインには養子ゲルマニクスを任じ、同士討ちの惨事も起こったものの鎮静に成功する。そして要求のうち兵役期間短縮と給金値上げは拒否しつつも、満期除隊は厳守に努め実行させた。ティベリウスは、法の公正な施行こそ統治の信頼を生むとして、その実行に努めた。殊に属州総督の不正に関する裁判への臨席は非常に熱心だった。
放って置けば際限なく拡大する国家財政を、増税することなく健全に保とうとしたために、皇帝主催の戦車競技会を中止する等の財政引き締め政策を断行した。そのためローマ市民、元老院の人気は低かった。登極当初より、人気取り政策には見向きもしなかった。何よりも帝国全体のための施政を心掛けたために、お膝元での不人気を甘受していたのであろう。公共事業は、首都では既にアウグストゥスが非常に多く興したこともあり、メンテナンス以外は最低限に抑えたのに対し属州、特にドナウ防衛線を控えるパンノニアでは多くのインフラ整備を行っている。緊縮財政とはいっても、必要と判断した出費はきっちりと出していたのである。
アウグストゥスの時代から28年にわたり戦役を続行していたゲルマニアに対しては、エルベ川進出に見切りを付けてライン川およびドナウ川において防衛線を確立した。また、同時期に東方で不穏な動きを見せていたパルティアに対しては、ゲルマニア戦線の総司令官だったゲルマニクスを派遣して、東方問題の原因となっていたアルメニアの王位継承問題を解決し、東方の安全保障を確立した。更に盗賊の取締りなど国内治安にも力を注いだ。これらの施策により、帝国の防衛と治安は確固たるものとなり、それによってローマ帝国という広域経済圏は更なる発展を遂げる。
このゲルマニクスの東方派遣の間、ゲルマニクスとシリア属州総督グナエウス・カルプルニウス・ピソとの仲が険悪化する。そしてゲルマニクスは東方で（おそらくマラリアによって）急死し、彼自身も含めピソの毒殺説が広く信じられた。ティベリウスは厳正な裁判を実施させピソは有罪必至とみて自殺、死後の処分も穏健に済ませた。ゲルマニクスの妻大アグリッピナはティベリウスを殺害の黒幕と信じて憎悪し、後年流罪とされる。

#### セイヤヌス派の権勢と粛清
ゲルマニクス亡き後も、23年の時点でティベリウスの後継者候補として元首一家には実子小ドルスス、ゲルマニクスの長男ネロ・カエサル、次男ドルスス・カエサル、まだ幼いゲルマニクスの息子ガイウス・カエサル（カリグラ）がいた。男子としてはこの他にもゲルマニクスの弟にあたるクラウディウスもいたが長い間政治からは離れていた。
政治の実権を握ろうとしていた親衛隊長官ルキウス・アエリウス・セイヤヌスにとって、これら元首の後継者候補の存在は歓迎すべきものではなかった。特に年齢、経験、元首との関係などから実質上唯一の後継者となっていた小ドルススはセイヤヌスに対し明白に敵意を向けており、セイヤヌスの野心にとっては最大の障害となっていた。
そのためセイヤヌスは小ドルススの排除を計画する。まずは小ドルススの妻のリウィッラに近づき、その侍医エウデムスを計画に引き込み、さらに小ドルススの宦官リュグドゥスも共謀者に加えた。準備ののち少量ずつ毒を盛り、病死に見せて23年に小ドルススを殺害した。この暗殺は非常に巧妙に行なわれたため8年後セイヤヌス一派が粛清されるまで一般に知られることはなかった。
26年にティベリウスはカンパニアへと出発する。名目としてはカプアでユピテルの、ノラでアウグストゥスの神殿を奉献するためであったが、実際には都の喧騒から離れたいというティベリウスの長年の願望の実現のためであった。同行したのはセイヤヌスのほか、元老院議員コッケイウス・ネルウァ、上級ローマ騎士クルティウス・アッティクスなどに限られ、それ以外はほとんどがギリシア人などの文人であった。カンパニアに滞在中、ティベリウスがタラキナに近い「スペルンカ（洞窟の館）」と呼ばれる別荘で食事をとっていたところ落盤が起こり数人が犠牲となった。このときセイヤヌスは身を挺（てい）してティベリウスを守り、以後その信頼は絶対的なものとなった。
29年、ティベリウスに匹敵する権威であったリウィアが死ぬと、ティベリウスは公の場でネロと大アグリッピナを攻撃した。結果ネロはポンティア島に、アグリッピナはパンダテリア島に流された。残ったドルススはアエミリア・レピダと結婚するが、セイヤヌスが罠にかける。30年にドルススはカプリ島からローマへ送られ、パラティヌスの宮殿に幽閉され兵の監視下に置かれた。さらにセイヤヌスは有力元老院議員であったガイウス・アシニウス・ガッルスも投獄した。
こうして対立者を排除していったセイヤヌスに、ティベリウスはこの頃から疑念を抱き始めた。しかしそうした考えを表には出さず、逆にティベリウスは自らの同僚として31年の予定執政官（コンスル）にセイヤヌスを指名した。同年にティベリウスとセイヤヌスは執政官に就任する。慣習からコンスルの一方はローマに居らねばならず、カプリ島から動かないティベリウスのためセイヤヌスはローマに釘付けにされた。ローマから動けないセイヤヌスはそれまで掌握していた元首への面会、書簡のコントロールを失い、新たに届くようになった情報でティベリウスはセイヤヌスへの疑念をますます強くした。それでも依然としてティベリウスは表向きはセイヤヌスへの信頼を見せ、全属州を統治するプロコンスル命令権の共有者、さらに向こう5年間の自身と同僚のコンスルとした。
5月始めにティベリウスがコンスルを辞任したため慣例によりセイヤヌスも辞任を強いられる。5月9日に二人の後任となる補欠コンスルが就任した。一般的にはこのころセイヤヌスはティベリウスへの陰謀を企てたとされる。しかしこの陰謀はサトリウス・セクンドゥスからティベリウスの弟大ドルススの寡婦でカリグラら残ったアグリッピナの遺児たちを養育していた小アントニアに漏れる。この情報がティベリウスに知らされるとついにセイヤヌスの断罪の日が訪れた。
10月17日にカプリ島でナエウィウス・ストリウス・マクロがセイヤヌスに代わって親衛隊長官に任命され、書簡を携えローマに送られた。翌10月18日にパラティヌスのアポロ神殿で元老院が開催される。レグルスはティベリウスの書簡の朗読を始め、その最後で決定的にセイヤヌスを弾劾していた。朗読の直後元老院議場は喝采に満ち、セイヤヌスは直ちに拘束され、絞首刑に処された上悪名高いゲモニアの階段で死体を晒された。セイヤヌスの一族も皆殺しとなった。
セイヤヌスの処刑後その一派の粛清が始まった。セイヤヌスの権勢は非常に強かったのでその友誼を求めた者も多く、粛清は他の元老院議員にまで及んだ。更にこれで恐慌状態に陥った議員達は告発合戦での同士討ちにまでなるが、それらは救済すべき人材でもないと見てティベリウスは概ね静観する。そしてこの時期に小ドルススの暗殺が判明した。またこれ以後ティベリウスは嫁や側近に裏切られたこともあり疑心暗鬼を強め、治世終盤の恐怖政治に繋がっていく。セイヤヌスの断罪は大きな障害なく行われ、結果としては実際に軍事力を握っていた有力者をカプリ島から出ずに滅ぼしたことで、元首の権威は圧倒的になり以後元首政は確立した。
37年、カリグラを後継者に選んだあと77歳にて病没するが、上記のような経緯もあり人々は吉報と思いながらも真実かどうか気がかりであるため（もし誤報でティベリウスが生きていれば、彼は確実に喜んだ人間を許さないため）、確認がされるまで心底からは喜ばれなかった。

## 家族
ティベリウスは二度結婚している。最初の妻はウィプサニア、二度目の妻は大ユリアである。ウィプサニアとは離婚を強制され、大ユリアと強引に再婚させられた。大ユリアとの離婚後は誰とも再々婚していない。
ウィプサニアとの間に1男がいる。
- 小ドルスス（前14年? - 後23年） - 妻にリウィッラがいたが、彼女はセイヤヌスと不倫関係を結ぶ。後に共謀した二人によって毒殺された。

大ユリアとの間にも1男がいる。
- ティベリウス・ユリウス・カエサル（前10年 - 前10年） - 夭折。この男子の死後、ティベリウスと大ユリアの関係は冷却化し、最終的に離婚に至る。

## 子孫
ティベリウスの子孫として、小ドルススの娘リウィア・ユリアの系統が少なくとも2世紀前半まで存続したとされる。
- 孫
  - リウィア・ユリア（5年 - 43年）- 最初にネロ・カエサルと結婚した。子供はいない。後にガイウス・ルベッリウス・ブランドゥスと再婚。
  - ティベリウス・ゲメッルス（ティベリウス・ユリウス・カエサル・ネロ・ゲメッルス、19年 - 37/38年） - 双子の兄弟。後にカリグラの養子となり後継者に指名されたが、暗殺された。
  - ティベリウス・クラウディウス・カエサル・ゲルマニクス・ゲメッルス（19年 - 23年） - 双子の兄弟。夭折。
- 曾孫
  - ガイウス・ルベッリウス・プラウトゥス（33年 - 62年） - リウィアとブランドゥスの長男。ルキウス・アンティスティウス・ウェトゥスの娘アンティスティアと結婚。皇帝ネロにライバルとして危険視され、殺害された。
  - ルベッリア・バッサ（33年〜38年 - ?） - リウィアとブランドゥスの長女。プラウトゥスの姉妹。ガイウス・オクタウィウス・ラエナスと結婚。ラエナスの姉セルギア・プラウティッラはマルクス・コッケイウス・ネルウァの妻で五賢帝の一人ネルウァの母である。つまり、ルベッリアはネルウァの義理の叔母であり、ネルウァはユリウス＝クラウディウス朝と縁戚関係にある。
  - 他にリウィアとブランドゥスの子として、碑文からルベッリウス・ドルスス[4]、1世紀の風刺詩人、弁護士であるデキムス・ユニウス・ユウェナリスによるとブランドゥスと同名の息子ガイウス・ルベッリウス・ブランドゥスがいたとされる。

## 年表
- 紀元前42年 - ティベリウス・クラウディウス・ネロとリウィア・ドルシッラとの間に誕生
- 1年 - オリンピック大会で優勝
- 14年 - 第2代皇帝に就任
- 23年 - 息子の小ドルススが急死する（セイヤヌス破滅後、小ドルススの妻リウィッラとセイヤヌスによる暗殺と判明）
- 27年 - カプリ島に居を移す
- 31年 - セイヤヌス処刑
- 33年 - ローマでの金融危機に国家資金を投入
- 34年 - アルメニアの統治問題にウィテリウスを派遣
- 37年 - ミセヌムの岬に立つ別荘地にて病没（77歳）

## 業績
- ローマ市東北部に親衛隊の兵舎を新設し、それまで大隊単位で分散して配置していた親衛隊を一箇所に駐留させた。この措置はイタリア本国の治安の安定に貢献したが、代わりに親衛隊の力を増大させ、のちに皇帝位を親衛隊が左右する事態が頻発する原因の一つとなった。
- 人材登用に卓越した手腕を発揮し、身分出身地の分け隔てなく能力に応じて適材適所で登用した。そして能力さえあれば栄達の道が開かれるという空気は人的資源に大きな活力を生んだ。各自の責任分担の徹底によってのみ広大な帝国の運営が可能となるとの考えから、情報伝達網を整備して注視はしつつもよほどの大事でなければ口出しせず、現場に一任した。
- 紀元27年、68歳のときにカプリ島に居を移し、渡航による連絡が困難になる時期には対岸で過ごすも、死ぬまでその周辺を離れることはなかった。皇帝が首都を離れたため政治は親衛隊長官セイヤヌスを経由することとなり、皇帝の書簡を承認するだけとなった元老院は完全に権威を失った。このことは元老院議員たちにティベリウスへの敵意をいだかせた。なお、ティベリウスはアウグストゥスと戦略上の意見の相違から36歳の時にもロドス島に7年間隠遁していたことがある。
- 紀元31年、帝位の簒奪を企てた親衛隊長官セイヤヌスの粛清に伴い、セイヤヌス派と目される63人に及ぶ元老院議員とその一派を「尊厳毀損法（レクス・マイエスタティス）」により断罪した。ただし、この63人という数字は、ティベリウスが直接断罪したものに加えて、元老院議員同士の告発合戦、病などにより自死を選択した人の数も含めた数字である。

## 評価
タキトゥスは元首政を盤石にした一方、元首就任までは公私共に優れた人物であったが、元首となってからは次第に悪徳をさらけ出して自堕落に陥ったと評し、スエトニウスも民衆がその死を喝采する様子を伝えて「暴君」と記述する等、現存する古代の史料では晩年の恐怖政治への否定的な評価が強調されているが、一方でアレクサンドリアのフィロンのような「思慮のある人物」という評価も存在し、現代の研究では古代の否定的な評価には誇張が含まれていると見なされ、恐怖政治や親衛隊の重用等への否定的な評価と共に、官僚機構の整備や属州の安定等国内外の問題に積極的に取り組み元首政の基礎を固めたとの評価も存在する。

## 逸話
- ワインを水割りで飲むのが普通だったローマ人としては珍しく、ストレートで大量に飲んでいた（トラヤヌスもまたストレートで飲むことを好んだ）。ただしこれには、当時のワインがブドウ果汁が濃縮され、かつ糖分の多くがアルコールに転化されておらず、大変甘い飲み物であった事を考慮する必要がある。つまり過剰な甘さを抑えるための水割りであった。現代のワインの製法が確立するのはローマ時代であり、つまり甘い飲み物からアルコール度数が高い飲み物へと変化する過渡期だったのである。
- ウリ科の植物の実[注 2]が好物で、毎日これが食べられるように個人用の温室で栽培をしていたとされる[11]。

## 新約聖書
新約聖書のルカによる福音書の記述によるとティベリウスの治世15年に、バプテスマのヨハネが現われ、ついでイエス・キリストの公生涯が始まったとされる。
聖書に登場するガリラヤ湖畔の町テベリヤは皇帝ティベリウスに因んでいる。